# Tacheless
Tacheless ist eine 2006 gegründete Band aus Nordrhein-Westfalen. Ihr musikalischer Stil bewegt sich hauptsächlich in den Genres Grindcore und Crust Punk. Als Einflüsse geben die Mitglieder u. a. Terrorizer, Doom, Napalm Death, Fear of God und Brutal Truth an.

## Geschichte
2007 erschien mit der EP As Man Among Wolves mit sechs Stücken bei Metal on Demand die erste Veröffentlichung der Band. 2009 folgte dann das Debütalbum Freiheit bei Grindattack Records, das seit Mai 2010 auch beim Label Moshpit Tragedy zum Download zu einem Preis, den der Käufer selbst bestimmen darf, erhältlich ist. Im November 2010 wurde das zweite Album The World Keeps Burning mit 17 Stücken ebenfalls bei Grindattack Records veröffentlicht.
Im Mai 2014 stieg Gitarrist Schlimm aus der Band aus.
Im Juni 2017 erschien das Album Shit Stained and Spreading Fear, auf dem der neue Gitarrist Micha zu hören ist. Das Album wurde als Download zu einem Preis, den der Käufer selbst bestimmen darf, und als Split-LP aus Vinyl in zufälligen Farben veröffentlicht. Die Split-LP enthält auf einer Seite das Tacheless-Album und auf der anderen das Album Decimated to Ashes der befreundeten Band Hellknife.

## Diskografie

### EPs
- 2007: As Man Among Wolves (Metal on Demand)

### Alben
- 2009: Freiheit (Grind Attack)
- 2010: The World Keeps Burning (Grind Attack)
- 2017: Shit Stained and Spreading Fear